# Петров Сергій Юрійович
Сергі́й Ю́рійович Петро́в (нар. 6 лютого 1988 — пом. 18 січня 2015) — солдат Збройних Сил України, учасник російсько-української війни. Один із «кіборгів».

## Життєпис
2011 року закінчив Дніпропетровський національний університет, спеціальність політологія, здобув кваліфікацію політолога та вчителя соціально-гуманітарних дисциплін.
Восени 2014 року добровольцем пішов до війська, спочатку не взяли за станом здоров'я, тоді Сергій пішов в один з добровольчих батальйонів. Проте його не влаштувало, що батальйон не брав активної участі в бойових діях. Зумів перевестися до регулярної армії, солдат, 93-тя окрема механізована бригада, механік-водій.
Загинув 18 січня 2015-го в бою з російськими збройними формуваннями в районі аеропорту Донецька.
Похований у місті Дніпро, Краснопільське кладовище.

## Нагороди та вшанування
- Указом Президента України № 722/2015 від 25 грудня 2015 року, «за особисту мужність і самовідданість, виявлені у захисті державного суверенітету та територіальної цілісності України, високий професіоналізм, вірність військовій присязі», нагороджений орденом «За мужність» III ступеня (посмертно)[1].
- Нагороджений найвищою відзнакою Дніпропетровського національного університету імені Олеся Гончара — почесною медаллю «За вірну службу ДНУ» (посмертно)[2].
- 6 лютого 2017 року на фасаді НВК № 51 у м. Дніпро, де навчався Сергій, на його честь відкрито меморіальну дошку[3].
- Вшановується в меморіальному комплексі «Зала пам'яті», в щоденному ранковому церемоніалі 18 січня[4][5].